# Аргентински Антарктик
Аргентински Антарктик  или Антарктида-Аргентина, део је Антарктика над којим Аргентина изражава своје претензије. Састоји се од Антарктичког полуострва и троугластог сектора, који се пружа од 25° ЗГШ до 74° ЗГШ, између Атлантског океана и водених површина према Јужном полу. Аргентински Антарктик као део Аргентине је одељење покрајине Огњена Земља.

## Истраживачке станице
Истраживања територије Аргентинског Антарктика почела су у ХХ веку. На тој територији постоји велики број станица на континенту. Од аргентинских станица ту су: Есперанца и Марамбио, те неколико слабо насељених база.

### Активне аргентинске станице
- Белграно II: (77° 52′ S 34° 37′ W / 77.867° Ј; 34.617° З) лабораторија и метеоролошка станица (основана 1979 г.) Аргентина,
- Есперанца: (63° 24′ S 57° 00′ W / 63.400° Ј; 57.000° З) лабораторија и метеоролошка станица (основана 1952 г.) Аргентина,
- Џубани: (62° 14′ S 58° 40′ W / 62.233° Ј; 58.667° З) научна станца
- Марамбо: (64° 14′ S 56° 37′ W / 64.233° Ј; 56.617° З)  лабораторија и метеоролошка станица (основана 1969 г.),
- Оркадас: (60° 44′ S 44° 44′ W / 60.733° Ј; 44.733° З) база (основана 1903 г.),
- Сан Мартин: (68° 08′ S 67° 06′ W / 68.133° Ј; 67.100° З)  лабораторија и метеоролошка станица (основана 1951 г.).

- Станица Есперанца
- Пловни објекти у заливу Нада на Антарктику